# Abd al-Rahman IV ibn Muhammad
‘Abd al-Rahmān b. Muhammad, in arabo عبد الرحمن بن محمد‎? (Cordova, 1000 circa – Guadix, 23 luglio 1018), è stato il sesto califfo omayyade del Califfato di Cordova, nel 1018.

## Origine
Figlio di Muhammad ibn Abd al-Malik e di una moglie o concubina, di nome sconociuto, come riporta la Histoire des Almohades / d'Abd el- Wâh'id Merrâkechi.

Muhammad ibn Abd al-Malik era figlio di Abd al-Malik, a sua volta figlio dell'emiro omayyade ʿAbd al-Raḥmān III ibn Muḥammad, primo califfo omayyade del Califfato di Cordova, quindi Abd al-Rahman era un Omayyade, bisnipote di ʿAbd al-Raḥman III, e cugino di II grado di Hisham II ibn al-Ḥakam, come confermano sia la Real Academia de la Historia, che La web de las biografias.

## Biografia
Quando, verso il 1008, al tempo del califfato di Hishām II ibn al-Ḥakam, inizio la guerra civile, come riporta lo storico Rafael Altamira, come riporta La web de las biografias, lasciò la corte di Cordova e si trasferì a Valencia.
Dopo il 1016, con l'avvento della dinastia hammudide, sostenuta soprattutto dai Berberi, i sostenitori degli Omayyadi, come riportano sia Abd el- Wâh'id Merrâkechi, che la History Of The Mohammedan Dynasties In Spain Vol II, lo spinsero a richiedere di essere eletto califfo, come legittimo pretendente, in quanto discendente della dinastia omayyade.

ʿAbd al-Raḥmān accettò e raccolse un esercito per combattere il califfo ʿAlī ibn Ḥammūd, che, mentre si apprestava a marciare contro Abd al-Rahman fu tradito e assassinato nel bagno da tre schiavi; il suo assassinio avvenne nella notte tra il 21 ed il 22 marzo 1018, come riporta La web de las biografias.
Dopo la conquista di Jaén, alla notizia dell'assassinio del califfo ʿAlī ibn Ḥammūd, il 29 aprile 1018 ‘Abd al-Rahman fu proclamato califfo ‘Abd al-Rahman IV ed adottò il titolo (laqab) di al-Murtada (colui che gode della soddisfazione divina). Ma prima che ‘Abd al-Rahman fosse proclamato califfo dagli Omayyadi, sei giorni dopo la morte di Ali, era stato proclamato califfo, il fratello maggiore di ‘Ali b. Hammud al-Nasir, al-Qāsim al-Ma’mūn, governatore di Siviglia, che godeva del favore dei Berberi, e che era entrato in Cordova.
Abd al-Rahman IV decise di occupare Granada, per poi proseguire su Cordova, ma Granada era un principato governato dal generale berbero, Zawi ibn Ziri, che si rifiutò di consegnare la città, obbligando Abd al-Rahman IV ad assediare la città.

Zawi ibn Ziri fece una sortita con la cavalleria e Abd al-Rahman IV, tradito da alcuni suoi seguaci e abbandonato dalle truppe aragonesi, dovette fuggire, per mettersi in salvo; ritiratosi a Guadix, con l'intenzione di rifugiarsi in Ifriqiya, ‘Abd al-Rahman IV fu assassinato dai suoi sostenitori.
Abd al-Rahman IV fu califfo per poche settimane e non riuscì mai ad entrare in Cordova, tanto che dal Muslim Spain and Portugal: A Political History of al-Andalus non viene neppure 
citato.

### Fonti primarie
- (FR)  Histoire des Almohades / d'Abd el- Wâh'id Merrâkechi
- (EN)  The History Of The Mohammedan Dynasties In Spain Vol II
- (EN)  Muslim Spain and Portugal: A Political History of al-Andalus

### Letteratura storiografica
- Rafael Altamira, "Il califfato occidentale", in: «Storia del mondo medievale», Cambridge History of Middle Age, vol. II, 1999, pp. 477–515.]